# 2021-es Formula–1 szaúd-arábiai nagydíj
A szaúd-arábiai volt a 2021-es Formula–1 világbajnokság huszonegyedik futama, amelyet 2021. december 3. és december 5. között rendeztek meg a Jeddah Street Circuit versenypályán, Dzsidda városában.

## Választható keverékek
| Abroncs              | Friss | Használt |
| -------------------- | ----- | -------- |
| Kemény keverék (C2)  |       |          |
| Közepes keverék (C3) |       |          |
| Lágy keverék (C4)    |       |          |
| Átmeneti esőgumi (I) |       |          |
| Teljes esőgumi (W)   |       |          |

## Szabadedzések

### Első szabadedzés
A szaúd-arábiai nagydíj első szabadedzését december 3-án, pénteken tartották meg, magyar idő szerint 14:30-tól.
| helyezés | versenyző          | csapat/motor          | elért idő | különbség | futott kör |
| -------- | ------------------ | --------------------- | --------- | --------- | ---------- |
| 1        | Lewis Hamilton     | Mercedes              | 1:29,786  | –         | 21         |
| 2        | Max Verstappen     | Red Bull-Honda        | 1:29,842  | +0,056    | 23         |
| 3        | Valtteri Bottas    | Mercedes              | 1:30,009  | +0,223    | 24         |
| 4        | Pierre Gasly       | AlphaTauri-Honda      | 1:30,263  | +0,477    | 28         |
| 5        | Antonio Giovinazzi | Alfa Romeo-Ferrari    | 1:30,318  | +0,532    | 27         |
| 6        | Carlos Sainz Jr.   | Ferrari               | 1:30,564  | +0,778    | 26         |
| 7        | Charles Leclerc    | Ferrari               | 1:30,600  | +0,814    | 26         |
| 8        | Daniel Ricciardo   | McLaren-Mercedes      | 1:30,608  | +0,822    | 25         |
| 9        | Fernando Alonso    | Alpine-Renault        | 1:30,842  | +1,056    | 27         |
| 10       | Sebastian Vettel   | Aston Martin-Mercedes | 1:30,886  | +1,100    | 25         |
| 11       | Sergio Pérez       | Red Bull-Honda        | 1:30,960  | +1,174    | 27         |
| 12       | Esteban Ocon       | Alpine-Renault        | 1:31,023  | +1,237    | 29         |
| 13       | Lando Norris       | McLaren-Mercedes      | 1:31,029  | +1,243    | 23         |
| 14       | Lance Stroll       | Aston Martin-Mercedes | 1:31,044  | +1,258    | 25         |
| 15       | Cunoda Júki        | AlphaTauri-Honda      | 1:31,099  | +1,313    | 26         |
| 16       | Kimi Räikkönen     | Alfa Romeo-Ferrari    | 1:31,296  | +1,510    | 26         |
| 17       | George Russell     | Williams-Mercedes     | 1:31,343  | +1,557    | 28         |
| 18       | Mick Schumacher    | Haas-Ferrari          | 1:31,525  | +1,739    | 24         |
| 19       | Nicholas Latifi    | Williams-Mercedes     | 1:31,821  | +2,035    | 27         |
| 20       | Nyikita Mazepin    | Haas-Ferrari          | 1:33,464  | +3,678    | 23         |

### Második szabadedzés
A szaúd-arábiai nagydíj második szabadedzését december 3-án, pénteken tartották meg, magyar idő szerint 18:00-tól.
| helyezés | versenyző          | csapat/motor          | elért idő | különbség | futott kör |
| -------- | ------------------ | --------------------- | --------- | --------- | ---------- |
| 1        | Lewis Hamilton     | Mercedes              | 1:29,018  | –         | 22         |
| 2        | Valtteri Bottas    | Mercedes              | 1:29,079  | +0,061    | 23         |
| 3        | Pierre Gasly       | AlphaTauri-Honda      | 1:29,099  | +0,081    | 22         |
| 4        | Max Verstappen     | Red Bull-Honda        | 1:29,213  | +0,195    | 20         |
| 5        | Fernando Alonso    | Alpine-Renault        | 1:29,441  | +0,423    | 21         |
| 6        | Esteban Ocon       | Alpine-Renault        | 1:29,555  | +0,537    | 22         |
| 7        | Carlos Sainz Jr.   | Ferrari               | 1:29,589  | +0,571    | 24         |
| 8        | Cunoda Júki        | AlphaTauri-Honda      | 1:29,597  | +0,579    | 20         |
| 9        | Sergio Pérez       | Red Bull-Honda        | 1:29,768  | +0,750    | 22         |
| 10       | Charles Leclerc    | Ferrari               | 1:29,772  | +0,754    | 23         |
| 11       | Daniel Ricciardo   | McLaren-Mercedes      | 1:29,968  | +0,950    | 22         |
| 12       | Lando Norris       | McLaren-Mercedes      | 1:30,004  | +0,968    | 19         |
| 13       | Antonio Giovinazzi | Alfa Romeo-Ferrari    | 1:30,110  | +1,092    | 23         |
| 14       | Kimi Räikkönen     | Alfa Romeo-Ferrari    | 1:30,276  | +1,258    | 24         |
| 15       | Lance Stroll       | Aston Martin-Mercedes | 1:30,442  | +1,424    | 22         |
| 16       | Sebastian Vettel   | Aston Martin-Mercedes | 1:30,502  | +1,484    | 22         |
| 17       | George Russell     | Williams-Mercedes     | 1:30,506  | +1,488    | 24         |
| 18       | Mick Schumacher    | Haas-Ferrari          | 1:30,652  | +1,634    | 20         |
| 19       | Nicholas Latifi    | Williams-Mercedes     | 1:31,039  | +2,021    | 23         |
| 20       | Nyikita Mazepin    | Haas-Ferrari          | 1:31,629  | +2,611    | 20         |

### Harmadik szabadedzés
A szaúd-arábiai nagydíj harmadik szabadedzését december 4-én, szombaton tartották meg, magyar idő szerint 15:00-tól.
| helyezés | versenyző          | csapat/motor          | elért idő | különbség | futott kör |
| -------- | ------------------ | --------------------- | --------- | --------- | ---------- |
| 1        | Max Verstappen     | Red Bull-Honda        | 1:28,100  | –         | 20         |
| 2        | Lewis Hamilton     | Mercedes              | 1:28,314  | +0,214    | 23         |
| 3        | Sergio Pérez       | Red Bull-Honda        | 1:28,629  | +0,529    | 21         |
| 4        | Cunoda Júki        | AlphaTauri-Honda      | 1:28,641  | +0,541    | 20         |
| 5        | Pierre Gasly       | AlphaTauri-Honda      | 1:28,715  | +0,615    | 22         |
| 6        | Valtteri Bottas    | Mercedes              | 1:29,019  | +0,919    | 19         |
| 7        | Charles Leclerc    | Ferrari               | 1:29.101  | +1,001    | 22         |
| 8        | Carlos Sainz Jr.   | Ferrari               | 1:29.149  | +1,049    | 19         |
| 9        | Esteban Ocon       | Alpine-Renault        | 1:29,177  | +1,077    | 19         |
| 10       | Lando Norris       | McLaren-Mercedes      | 1:29,300  | +1,200    | 18         |
| 11       | Fernando Alonso    | Alpine-Renault        | 1:29,418  | +1,318    | 21         |
| 12       | Antonio Giovinazzi | Alfa Romeo-Ferrari    | 1:29,590  | +1,490    | 20         |
| 13       | Kimi Räikkönen     | Alfa Romeo-Ferrari    | 1:29,689  | +1,490    | 24         |
| 14       | Daniel Ricciardo   | McLaren-Mercedes      | 1:29,717  | +1,490    | 19         |
| 15       | Lance Stroll       | Aston Martin-Mercedes | 1:30,030  | +1,930    | 14         |
| 16       | George Russell     | Williams-Mercedes     | 1:30,034  | +1,934    | 17         |
| 17       | Sebastian Vettel   | Aston Martin-Mercedes | 1:30,296  | +2,196    | 15         |
| 18       | Nicholas Latifi    | Williams-Mercedes     | 1:30,366  | +2,266    | 17         |
| 19       | Mick Schumacher    | Haas-Ferrari          | 1:30,933  | +2,833    | 20         |
| 20       | Nyikita Mazepin    | Haas-Ferrari          | 1:30,979  | +2,879    | 23         |

## Időmérő edzés
A szaúd-arábiai időmérő edzését december 4-én, szombaton futották, magyar idő szerint 18:00-tól.
| helyezés              | rajtszám | versenyző          | csapat/motor          | 1. rész  | 2. rész  | 3. rész  | rajthely | futott kör |
| --------------------- | -------- | ------------------ | --------------------- | -------- | -------- | -------- | -------- | ---------- |
| 1                     | 44       | Lewis Hamilton     | Mercedes              | 1:28,466 | 1:27,712 | 1:27.511 | 1        | 23         |
| 2                     | 77       | Valtteri Bottas    | Mercedes              | 1:28,057 | 1:28,054 | 1:27,622 | 2        | 24         |
| 3                     | 33       | Max Verstappen     | Red Bull-Honda        | 1:28,285 | 1:27,953 | 1:27,653 | 3        | 19         |
| 4                     | 16       | Charles Leclerc    | Ferrari               | 1:28,310 | 1:28,459 | 1:28,054 | 4        | 24         |
| 5                     | 11       | Sergio Pérez       | Red Bull-Honda        | 1:28,021 | 1:27,946 | 1:28,123 | 5        | 23         |
| 6                     | 10       | Pierre Gasly       | AlphaTauri-Honda      | 1:28,401 | 1:28,314 | 1:28,125 | 6        | 26         |
| 7                     | 4        | Lando Norris       | McLaren-Mercedes      | 1:28,338 | 1:28,344 | 1:28,180 | 7        | 21         |
| 8                     | 22       | Cunoda Júki        | AlphaTauri-Honda      | 1:28,503 | 1:28,222 | 1:28,442 | 8        | 26         |
| 9                     | 31       | Esteban Ocon       | Alpine-Renault        | 1:28,752 | 1:28,574 | 1:28,647 | 9        | 22         |
| 10                    | 99       | Antonio Giovinazzi | Alfa Romeo-Ferrari    | 1:28,899 | 1:28,616 | 1:28,754 | 10       | 21         |
| 11                    | 3        | Daniel Ricciardo   | McLaren-Mercedes      | 1:28,216 | 1:28,668 |          | 11       | 17         |
| 12                    | 7        | Kimi Räikkönen     | Alfa Romeo-Ferrari    | 1:28,856 | 1:28,885 |          | 12       | 18         |
| 13                    | 14       | Fernando Alonso    | Alpine-Renault        | 1:28,944 | 1:28,920 |          | 13       | 17         |
| 14                    | 63       | George Russell     | Williams-Mercedes     | 1:28,926 | 1:29,054 |          | 14       | 17         |
| 15                    | 55       | Carlos Sainz Jr.   | Ferrari               | 1:28,237 | 1:53,652 |          | 15       | 16         |
| 16                    | 6        | Nicholas Latifi    | Williams-Mercedes     | 1:29,177 |          |          | 16       | 9          |
| 17                    | 5        | Sebastian Vettel   | Aston Martin-Mercedes | 1:29,198 |          |          | 17       | 10         |
| 18                    | 18       | Lance Stroll       | Aston Martin-Mercedes | 1:29,368 |          |          | 18       | 9          |
| 19                    | 47       | Mick Schumacher    | Haas-Ferrari          | 1:29,464 |          |          | 19       | 9          |
| 20                    | 9        | Nyikita Mazepin    | Haas-Ferrari          | 1:30,473 |          |          | 20       | 8          |
| 107%-os idő: 1:34,182 |          |                    |                       |          |          |          |          |            |

## Futam
A szaúd-arábiai nagydíj futama december 5-én, vasárnap rajtolt, magyar idő szerint 18:30-kor.
| helyezés | rajtszám | versenyző          | csapat/motor          | futott kör | idő/kiesés oka   | rajthely | pont  |
| -------- | -------- | ------------------ | --------------------- | ---------- | ---------------- | -------- | ----- |
| 1        | 44       | Lewis Hamilton     | Mercedes              | 50         | 2:06:15,185      | 1        | 26[a] |
| 2        | 33       | Max Verstappen     | Red Bull-Honda        | 50         | +21.825[b]       | 3        | 18    |
| 3        | 77       | Valtteri Bottas    | Mercedes              | 50         | +27,531          | 2        | 15    |
| 4        | 31       | Esteban Ocon       | Alpine-Renault        | 50         | +27,633          | 9        | 12    |
| 5        | 3        | Daniel Ricciardo   | McLaren-Mercedes      | 50         | +40,121          | 11       | 10    |
| 6        | 10       | Pierre Gasly       | AlphaTauri-Honda      | 50         | +41,613          | 6        | 8     |
| 7        | 16       | Charles Leclerc    | Ferrari               | 50         | +44,475          | 4        | 6     |
| 8        | 55       | Carlos Sainz Jr.   | Ferrari               | 50         | +46,606          | 15       | 4     |
| 9        | 99       | Antonio Giovinazzi | Alfa Romeo-Ferrari    | 50         | +58,505          | 10       | 2     |
| 10       | 4        | Lando Norris       | McLaren-Mercedes      | 50         | +1:01,358        | 7        | 1     |
| 11       | 18       | Lance Stroll       | Aston Martin-Mercedes | 50         | +1:17,212        | 18       |       |
| 12       | 6        | Nicholas Latifi    | Williams-Mercedes     | 50         | +1:23,249        | 16       |       |
| 13       | 14       | Fernando Alonso    | Alpine-Renault        | 49         | +1 kör           | 13       |       |
| 14       | 22       | Cunoda Júki        | AlphaTauri-Honda      | 49         | +1 kör[c]        | 8        |       |
| 15       | 7        | Kimi Räikkönen     | Alfa Romeo-Ferrari    | 49         | +1 kör           | 12       |       |
| Ki       | 5        | Sebastian Vettel   | Aston Martin-Mercedes | 44         | baleseti sérülés | 17       |       |
| Ki       | 11       | Sergio Pérez       | Red Bull-Honda        | 14         | baleset          | 5        |       |
| Ki       | 9        | Nyikita Mazepin    | Haas-Ferrari          | 14         | baleset          | 20       |       |
| Ki       | 63       | George Russell     | Williams-Mercedes     | 14         | baleset          | 14       |       |
| Ki       | 47       | Mick Schumacher    | Haas-Ferrari          | 8          | baleset          | 19       |       |

Megjegyzések:
- ↑ a:  Lewis Hamilton a helyezéséért járó pontok mellett a versenyben futott leggyorsabb körért további 1 pontot szerzett.
- ↑ b:  Max Verstappen 5 másodperces időbüntetést kapott pályán kívüli előzése miatt és az ebből eredő előny megszerzése miatt.[2] Utólag 10 másodperces időbüntetést is kapott Lewis Hamiltonnal való ütközésért.[3] Az időbüntetés a helyezését nem befolyásolta.[2]
- ↑ c:  Cunoda Júki eredetileg a 13. helyen ért célba, de 5 másodperces időbüntetést kapott, mert Sebastian Vettelel ütközött, ezzel visszaesett a 14. helyre.[2]

## A világbajnokság állása a verseny után
| H   | Versenyzők       | Pont  | H   | Konstruktőrök         | Pont  |
| --- | ---------------- | ----- | --- | --------------------- | ----- |
| 1.  | Max Verstappen   | 369,5 | 1.  | Mercedes              | 587,5 |
| 2.  | Lewis Hamilton   | 369,5 | 2.  | Red Bull-Honda        | 559,5 |
| 3.  | Valtteri Bottas  | 218   | 3.  | Ferrari               | 307,5 |
| 4.  | Sergio Pérez     | 190   | 4.  | McLaren-Mercedes      | 269   |
| 5.  | Charles Leclerc  | 158   | 5.  | Alpine-Renault        | 149   |
| 6.  | Lando Norris     | 154   | 6.  | AlphaTauri-Honda      | 120   |
| 7.  | Carlos Sainz Jr. | 149,5 | 7.  | Aston Martin-Mercedes | 77    |
| 8.  | Daniel Ricciardo | 115   | 8.  | Williams-Mercedes     | 23    |
| 9.  | Pierre Gasly     | 100   | 9.  | Alfa Romeo-Ferrari    | 13    |
| 10. | Fernando Alonso  | 77    | 10. | Haas-Ferrari          | 0     |

(A teljes táblázat)

## Statisztikák
- Vezető helyen:
  - Lewis Hamilton: 18 kör (1-10 és 43-50)
  - Max Verstappen: 31 kör (11-15 és 17-42)
  - Esteban Ocon: 1 kör (16)
- Lewis Hamilton 103. pole-pozíciója, 60. versenyben futott leggyorsabb köre és 103. futamgyőzelme.
- A Mercedes 124. futamgyőzelme.
- Lewis Hamilton 181., Max Verstappen 59., és Valtteri Bottas 68. dobogós helyezése.
- Lance Stroll 100. nagydíja.[4]